# Karl-August Siegel

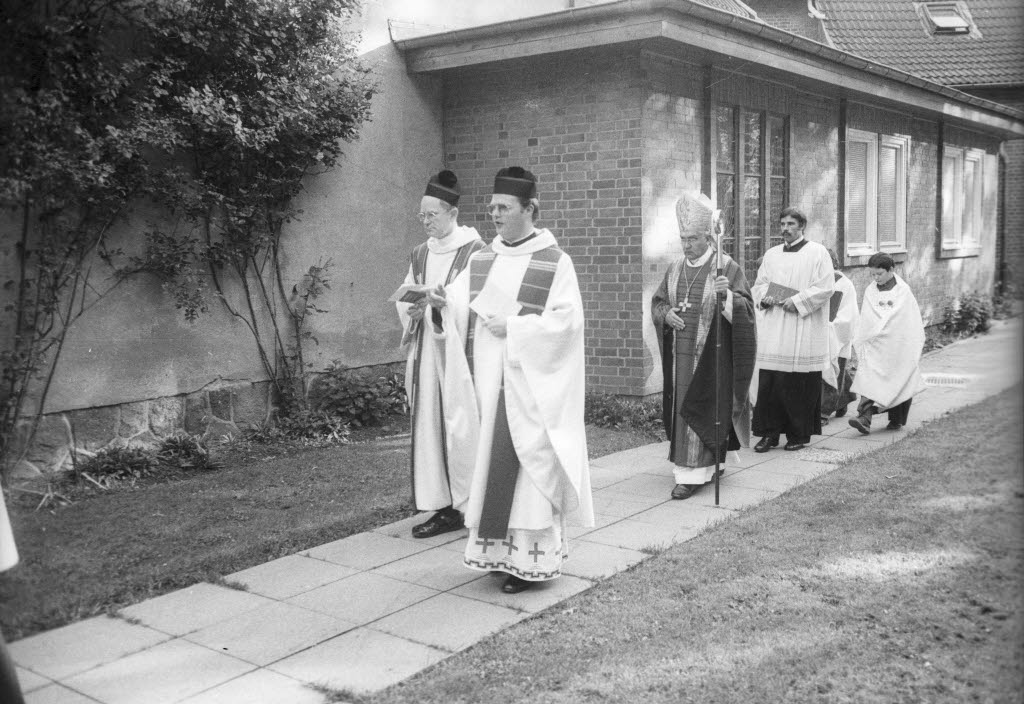
Karl-August Siegel (3.v.l.) bei einem Erntedankgottesdienst (1979)

 Karl-August Siegel  (* 14. Juni 1916 in Lübeck; † 8. Oktober 1990 in Osnabrück) war Weihbischof in Osnabrück.

## Leben
Karl-August Siegel empfing nach Abschluss seiner theologischen und philosophischen Studien am 19. März 1947 das Sakrament der Priesterweihe. Anschließend nahm er verschiedene seelsorgliche Aufgaben im Bistum Osnabrück wahr, ehe ihn Papst Paul VI. am 12. Dezember 1974 zum Titularbischof von Sinnipsa und Weihbischof in Osnabrück ernannte. Die Bischofsweihe spendete ihm am 26. Januar 1975 der Osnabrücker Diözesanbischof Helmut Hermann Wittler; Mitkonsekratoren waren Kurienbischof Andrzej Maria Deskur und Weihbischof Johannes von Rudloff. Siegel war Bischofsvikar für Hamburg und Schleswig-Holstein. Er wurde am 18. November 1988 aus Krankheitsgründen emeritiert und starb am 8. Oktober 1990. Sein Grab befindet sich in der Krypta der heutigen Domkirche St. Marien in Hamburg. Sein Nachlass befindet sich im Diözesanarchiv Hamburg.